# Helina isolata
Helina isolata är en tvåvingeart som beskrevs av Malloch 1929. Helina isolata ingår i släktet Helina och familjen husflugor. Inga underarter finns listade i Catalogue of Life.